# Oscar Mercado
Pour les articles homonymes, voir Mercado.
 (octobre 2024).
La mise en forme du texte ne suit pas les recommandations de Wikipédia : il faut le « wikifier ».
Les points d'amélioration suivants sont les cas les plus fréquents. Le détail des points à revoir est peut-être précisé sur la page de discussion.
- Les titres sont pré-formatés par le logiciel. Ils ne sont ni en capitales, ni en gras.
- Le texte ne doit pas être écrit en capitales (les noms de famille non plus), ni en gras, ni en italique, ni en « petit »…
- Le gras n'est utilisé que pour surligner le titre de l'article dans l'introduction, une seule fois.
- L'italique est rarement utilisé : mots en langue étrangère, titres d'œuvres, noms de bateaux, etc.
- Les citations ne sont pas en italique mais en corps de texte normal. Elles sont entourées par des guillemets français : « et ».
- Les listes à puces sont à éviter, des paragraphes rédigés étant largement préférés. Les tableaux sont à réserver à la présentation de données structurées (résultats, etc.).
- Les appels de note de bas de page (petits chiffres en exposant, introduits par l'outil «  Source ») sont à placer entre la fin de phrase et le point final[comme ça].
- Les liens internes (vers d'autres articles de Wikipédia) sont à choisir avec parcimonie. Créez des liens vers des articles approfondissant le sujet. Les termes génériques sans rapport avec le sujet sont à éviter, ainsi que les répétitions de liens vers un même terme.
- Les liens externes sont à placer uniquement dans une section « Liens externes », à la fin de l'article. Ces liens sont à choisir avec parcimonie suivant les règles définies. Si un lien sert de source à l'article, son insertion dans le texte est à faire par les notes de bas de page.
- La présentation des références doit suivre les conventions bibliographiques. Il est recommandé d'utiliser les modèles {{Ouvrage}}, {{Chapitre}}, {{Article}}, {{Lien web}} et/ou {{Bibliographie}}. Le mode d'édition visuel peut mettre en forme automatiquement les références.
- Insérer une infobox (cadre d'informations à droite) n'est pas obligatoire pour parachever la mise en page.

Pour une aide détaillée, merci de consulter Aide:Wikification.
Si vous pensez que ces points ont été résolus, vous pouvez retirer ce bandeau et améliorer la mise en forme d'un autre article.
Óscar Mauricio Mercado (né le 16 décembre 1994) est un voltigeur de baseball professionnel colombien-américain de l'organisation des Tigers de Détroit. Il a déjà joué dans la Ligue majeure de baseball (MLB) pour les Indians / Guardians de Cleveland, les Phillies de Philadelphie et les Cardinals de Saint-Louis. Il a même représenté l'équipe nationale de baseball colombienne à la Classique mondiale de baseball 2017.

## Son début de vie
Mercado est né à Carthagène, en Colombie le 16 décembre 1994. Son père, Oscar Sr. jouait au football et travaillait comme également en tant que entrepreneur général. Il a un frère aîné, Juan, et une sœur jumelle, Nathalia. Sa famille a réussi à émigrer aux États-Unis alors qu'il n'avait que sept ans grâce au visa de travail du père et ils se sont installés à Tampa, en Floride.
Mercado a fréquenté le lycée Gaither à Tampa, en Floride. Il s'est engagé à jouer au baseball universitaire à l'Université d'État de Floride.

## Carrière professionnelle

### Les Cardinals de Saint-Louis
Les Cardinals de Saint-Louis ont choisi de sélectionner Mercado au deuxième tour, avec la 58e sélection globale, du repêchage de la MLB 2013.. Il a signé avec les Cardinals, recevant un salaire de 1,5 million de dollars avec une prime à la signature de 1 million de dollars,,.
Peu après sa signature, Mercado a fait ses débuts professionnels avec les Gulf Coast Cardinals de la Gulf Coast League de niveau Rookie, au bâton .209 avec un coup de circuit et 14 points produits (RBI) en 42 matchs joués. En 2014, il a joué pour les Cardinals de Johnson City de la Ligue des Appalaches de niveau avancé pour les recrues, où il a frappé .224 avec trois circuits, 25 points produits et 26 buts volés en 60 matchs, et en 2015, il a joué avec les Chiefs de Peoria de la Ligue Midwest de niveau A, où il a compilé une moyenne au bâton de .254 avec quatre circuits, 44 points produits et 50 buts volés en 117 matchs. En 2016, il a joué pour les Cardinals de Palm Beach de la High-A Florida State League, où il est passé du poste d'arrêt-court à celui de voltigeur. Là, il a frappé .215 avec 27 points produits et 33 buts volés en 125 matchs.
Il passa la saison 2017 avec les Cardinals de Springfield de la Double-A Texas League, où il frappa .287/.341/.428 avec 13 circuits, 46 points produits et 38 buts volés en 120 matchs. Après la saison, les Cardinals assignèrent Mercado aux Surprise Saguaros de l'Arizona Fall League (AFL). Mercado disputa un total de 22 matchs pour les Saguaros, affichant une moyenne au bâton de 0,264 avec 11 points produits et six buts volés. Les Cardinals l'ont ajouté à leur liste de 40 joueurs après la fin de l'AFL pour le protéger d'être sélectionné lors du repêchage de la règle 5. Mercado a commencé la saison 2018 avec les Memphis Redbirds de la Triple-A Pacific Coast League.

### Les Indians de Cleveland / Guardians
Le 31 juillet 2018, les Cardinals ont échangé Mercado aux Indians de Cleveland en échange de Conner Capel et Jhon Torres. Il a été affecté aux Columbus Clippers de la Triple-A International League et y a terminé la saison. En 132 matchs entre Memphis et Columbus, il a frappé .278/.349/.390 avec huit circuits, 47 points produits et 37 buts volés. Il a commencé la saison 2019 avec Columbus.
Les Indiens promurent Mercado dans les ligues majeures à la date du 14 mai  Il fit ses débuts dans la ligue majeure le jour même contre les White Sox de Chicago. Au total, avec les Indians de Cleveland de 2020, Mercado a frappé .128 avec un coup de circuit et 6 points produits en 36 matchs. Le 21 juin 2022, Mercado a été désigné pour une mission par les Gardiens.

### Les Phillies de Philadelphie
Les Phillies de Philadelphie réclament Mercado lors du ballottage le 27 juin 2022. Après avoir participé à un seul match avec les Phillies, Mercado a été désigné pour une affectation à la date du 1er juillet.

### Les Cleveland Guardians (deuxième mandat)
Les Cleveland Guardians ont réclamé Mercado lors du ballottage dans la journée du 3 juillet 2022. Il a été désigné pour une nouvelle mission le 11 juillet. Après avoir obtenu des dérogations, Mercado a été transféré aux Triple-A Columbus Clippers le 14 juillet. Il a choisi l'agence libre des ligues mineures après la saison le 10 novembre.

### Les Cardinals de Saint-Louis (deuxième mandat)
Mercado signa un contrat de ligue mineure pour revenir dans l'organisation des Cardinals de St. Louis dans la journée du 18 novembre 2022. Il a commencé la saison 2023 avec les Redbirds de Memphis en Triple-A, jouant 34 matchs et frappant .278/.361/.421 avec deux circuits, 12 points produits et 15 buts volés. Le 17 mai, les Cardinals ont sélectionné Mercado dans leur liste active. En 20 matchs pour St. Louis, Mercado a frappé .290/.313/.387 sans aucun coup de circuit, cinq points produits et deux buts volés. Le 3 juillet, Mercado a été désigné pour une mission par les Cardinaux. Il a été exempté de dérogation et a choisi l'agence libre au lieu d'une cession pure et simple le 5 juillet.

### Les Padres de San Diego
Dans la journée du 7 juillet 2023, Mercado signa un contrat de ligue mineure avec l'organisation des Padres de San Diego. En 31 matchs pour les Chihuahuas d'El Paso en Triple-A, il a frappé .339/.399/.669 avec 10 circuits, 37 points produits et 10 buts volés. Le 22 août, Mercado renonça à son contrat et devient agent libre.

### Les Dodgers de Los Angeles
Dans la journée du 26 août 2023, Mercado signa un contrat de ligue mineure avec l'organisation des Dodgers de Los Angeles. En 15 matchs pour les Dodgers d'Oklahoma City, il a frappé .259 avec deux circuits et 35 points produits. Mercado décida de devenir agent libre après la saison le 6 novembre.

### Padres de San Diego (deuxième relais)
Dans la journée du 28 décembre 2023, Mercado a signé un contrat de ligue mineure avec les Padres de San Diego. En 78 matchs avec les Chihuahuas d'El Paso de Triple-A, il a frappé .226/.307/.425 avec 11 circuits, 42 points produits et 12 buts volés. Le 1er août 2024, Mercado résilia son contrat et devient agent libre.

### Les Tigres de Détroit
Dans la journée du 23 août 2024, Mercado a signé un contrat de ligue mineure avec les Tigers de Détroit et a été affecté aux Mud Hens de Toledo de Triple-A. 

## Carrière en international
Mercado représente l'équipe nationale colombienne dans les compétitions internationales. Lors de la Classique mondiale de baseball de 2017, Mercado, âgé de seulement 22 ans, n'a pas réussi de coup sûr, mais a néanmoins marqué un point en tant que coureur suppléant dans une victoire de 4-1 contre le Canada. Lors de la Classique mondiale de baseball 2023, Mercado a frappé .308/.400/.385, avec un double et deux buts sur balles.

## Vie personnelle
Mercado obtient la nationalité américaine en 2018.